# Discula destructiva
Discula destructiva är en svampart som beskrevs av Redlin 1991. Discula destructiva ingår i släktet Discula och familjen Gnomoniaceae.   Inga underarter finns listade i Catalogue of Life.